# Extracts from the Film A Hard Day’s Night
Extracts from the Film A Hard Day’s Night (englisch Auswahl aus dem Film A Hard Day’s Night) ist eine am 4. November 1964 veröffentlichte EP der britischen Rockband The Beatles. Es war die sechste EP der Beatles, die auf Parlophone (Katalognummer GEP 8920) veröffentlicht wurde. Alle vier Titel der EP stammen vom Album A Hard Day’s Night. Die EP erschien ausschließlich in Mono.

## Hintergrund
Die Veröffentlichung der EP Extracts from the Film A Hard Day’s Night erfolgte etwas weniger als vier Monate nach dem Erscheinen des Albums A Hard Day’s Night im Juli 1964.
Am 12. November 1964 stieg die EP auf Platz 11 der EP-Charts ein, es folgten drei Wochen auf Platz 2, bevor sie am 10. Dezember 1964 erstmals Platz 1 übernahm. Insgesamt hielt sich Extracts from the Film A Hard Day’s Night 30 Wochen in den EP-Charts, davon sechs Wochen auf Platz 1 und sieben auf Platz 2. In den Singles-Charts kam die EP bis auf Platz 34 im Melody Maker.

## Covergestaltung
Das Cover war mit Ausnahme der Beschriftung identisch mit dem des Albums A Hard Day’s Night. Auf der Rückseite des Covers ist ein Begleittext von Tony Barrow, dem Pressereferenten der Beatles, abgedruckt.

## Titelliste
Nachdem die Käufer bei der vorangegangenen EP ausschließlich neue Lieder erhielten, kehrte die Plattenfirma bei Extracts from the Film A Hard Day’s Night zur früheren Verfahrensweise zurück, bereits veröffentlichtes Material anzubieten. Wie der Name der EP verrät, handelt es sich um vier Lieder, die im ersten Spielfilm A Hard Day’s Night (deutscher Titel Yeah Yeah Yeah) verwendet worden waren. Jede Seite beginnt mit einem schnelleren Stück, auf das eine Ballade folgt. Alle Kompositionen stammen von John Lennon und Paul McCartney.
Seite 1
1. I Should Have Known Better (Lennon/McCartney) – 2:03
  - Aufgenommen am 25. und 26. Februar 1964. Gesungen von John Lennon. Im Film das zweite Lied, das während einer Szene gespielt wird, in dem Beatles kartenspielend im Gepäckwagen eines Zuges zu sehen sind.
2. If I Fell (Lennon/McCartney) – 2:22
  - Aufgenommen am 27. Februar 1964. Gesungen als Duett von John Lennon und Paul McCartney. Das dritte Lied, verwendet für eine Szene, in der John Lennon diese Ballade Ringo Starr vorsingt.

Seite 2
1. Tell Me Why (Lennon/McCartney) – 2:10
  - Aufgenommen am 27. Februar 1964. Gesungen von John Lennon. Im Film gegen Ende während der Konzertszene verwendet.
2. And I Love Her (Lennon/McCartney) – 2:31
  - Aufgenommen am 27. Februar 1964. Gesungen von Paul McCartney. Im Film als Auftritt für eine Fernsehsendung verwendet.

## Wiederveröffentlichungen
Die EP Extracts from the Film A Hard Day’s Night wurde bis in die 1970er Jahre gepresst. Im Dezember 1981 erschien die EP als Teil des Boxsets The Beatles E.P.s Collection, das alle britischen EPs enthielt. Am 26. Mai 1992 erschien dieses Set mit dem leicht geänderten Titel The Beatles Compact Disc EP. Collection als CD-Ausgabe.